# Seligsprechung spanischer Bürgerkriegsopfer (2007)

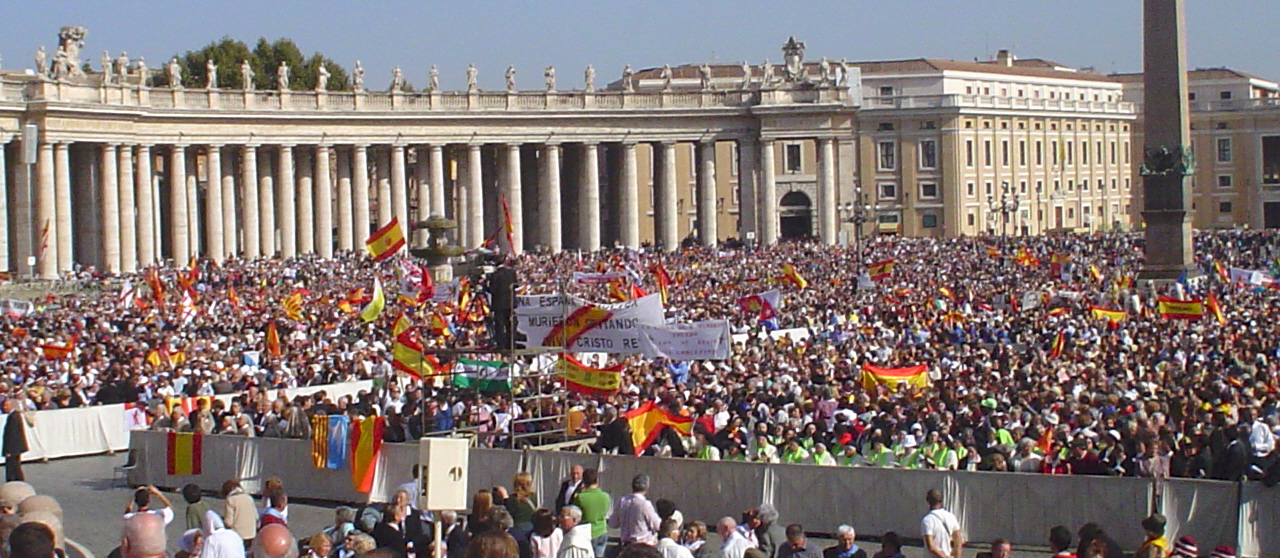
Zeremonie zur Seligsprechung der spanischen Märtyrer des 20. Jahrhunderts, Rom, Oktober 2007

Die Seligsprechung von Opfern des Spanischen Bürgerkriegs am 28. Oktober 2007 ist eine politisch umstrittene Seligsprechung 498 spanischer Katholiken, die dem Spanischen Bürgerkrieg zum Opfer gefallen sind, durch Papst Benedikt XVI.

## Vorgeschichte
Zur Zeit des Spanischen Bürgerkriegs führten beide Bürgerkriegsparteien in den von ihnen kontrollierten Gebieten Repressionskampagnen gegen Kriegsgefangene und Teile der Zivilbevölkerung durch, denen insgesamt mehrere Zehntausend, möglicherweise sogar gegen zweihunderttausend Personen zum Opfer fielen.
Während die Verfolgungen in der franquistischen Zone sich gegen Gewerkschafter und Anhänger der demokratisch gewählten Volksfront-Regierung richteten und nach Angaben der Historiker weit mehr Opfer forderten als die Verfolgungen im republikanischen Gebiet (Bernecker spricht von 140.000 gegenüber 50.000 Todesopfern), zielten Letztere gegen Anhänger von Rechtsparteien und namentlich auch gegen Geistliche, Ordensleute und katholische Laien. Diese Gewaltakte geschahen vor allem in den Anfangstagen des Krieges und erreichten einen Höhepunkt, nachdem alle spanischen Bischöfe bis auf zwei den Krieg zum „Kreuzzug“ gegen die republikanische Regierung erklärt hatten.
Auch im franquistisch kontrollierten Gebiet gerieten Geistliche ins Visier politischer Repressionskampagnen, etwa dann, wenn ihnen Beteiligung am Unabhängigkeitskampf der baskischen Separatisten vorgeworfen wurde. Nach Auskunft des Historikers und Klerikers Hilari Raguer (Kloster Montserrat) beschäftigte die Angelegenheit auch den Vatikan. Dokumente im Vatikanischen Geheimarchiv belegten Berichte des von Papst Pius XI. zum Schutz des Klerus ins Baskenland entsandten Ildebrando Antoniutti, wonach „in Francos Spanien die Priester ebenso erschossen werden wie in der republikanischen Zone“.
Seit den 1980er-Jahren wurden 471 Märtyrer des Bürgerkriegs seliggesprochen, nämlich 4 Bischöfe, 43 Weltpriester, 379 Ordensleute und 45 Laien. Dabei handelte es sich jedoch ausschließlich um Opfer der republikanischen Repression. Während dies weithin als Fortsetzung der vehementen Parteinahme der Kirche für die Diktatur Francos gewertet wurde, argumentierte die Kirche zum Teil damit, dass für die Seligsprechung als „Märtyrer“ des Bürgerkriegs nur Personen in Frage kämen, die aufgrund ihrer Religion und nicht etwa anderer, z. B. politischer Aktivitäten, verfolgt worden seien.

## Seligsprechung 2007
In der zahlenmäßig größten Seligsprechung der Geschichte wurden unter Leitung des Präfekts der Kongregation für die Selig- und Heiligsprechungsprozesse, des portugiesischen Kardinals José Saraiva Martins, nach zehnjähriger Vorbereitung am 28. Oktober 2007 in einer Zeremonie auf dem Petersplatz in Rom 498 weitere spanische Katholiken als Märtyrer seliggesprochen. 491 der Seliggesprochenen waren Kleriker (467 Ordens- und 24 Weltgeistliche) und sieben waren Laien (davon zwei Frauen). Zwei der Geistlichen waren im Oktober 1934 ermordet worden, und zwar als Rache für die brutale Niederschlagung des sozialistischen Aufstands in Asturien durch die von General Eduardo López Ochoa kommandierten Truppen. Die übrigen wurden während des Spanischen Bürgerkriegs (1936–1939) im Rahmen antiklerikaler Repressionskampagnen ermordet; die meisten davon in den ersten Wochen.

## Kritik
Kritiker bezeichnen die Auswahl der berücksichtigten Bürgerkriegsopfer als willkürlich. Katholische Geistliche, die von den Milizen Francisco Francos wegen ihres Widerstands gegen die Anweisungen der Amtskirche, die das Vorgehen der Faschisten als „Kreuzzug“ legitimierte, ermordet wurden, seien nicht seliggesprochen worden. Dabei falle auch der enge thematische und zeitliche Zusammenhang mit dem Erlass des spanischen Erinnerungsgesetzes Ley de Memoria durch die Regierung Zapatero auf, das erweiterte Reparationsleistungen an die Opfer vorsieht und zum ersten Mal die Francodiktatur offiziell als Unrechtsstaat verurteilt: Die oppositionelle Volkspartei (Partido Popular) und kleinere, rechtsextreme Parteien wie Falange Española, zu denen die katholische Kirche Spaniens teilweise auch heute noch ein Nahverhältnis pflegt, hatten massiv gegen das Gesetz Stellung bezogen. Der Partido Popular entsandte auch Vertreter zur Seligsprechung. Die These einer Verbindung zwischen Erinnerungsgesetz und Seligsprechung wurde zum Teil auch von liberalen Kirchenvertretern wie etwa dem Erzbischof von Barcelona, Lluís Martínez Sistach, gestützt.
Zur Verteidigung der Zeremonie argumentierte etwa der Bischof von Salamanca, Carlos López Hernández, die zur Debatte stehenden Märtyrer seien über den Auseinandersetzungen des Bürgerkriegs gestanden und allein deswegen ermordet worden, weil sie katholisch waren. Durch ihr Martyrium seien sie Vorbilder der Treue und eine „Einladung zu Versöhnung, Frieden und Vergebung ohne Grenzen“ geworden. Kardinal José Saraiva Martins erklärte seinerseits: „Die so genannten Republikaner hatten im katholischen Spanien den Wunsch ausgebildet, mit der Kirche ein für alle Mal Schluss zu machen. Das lässt uns begreifen, warum Tausende und Abertausende von Menschen getötet wurden, nur weil sie Christen waren: Priester, Laien, Bischöfe … Der Hass auf den Glauben, der ‚odium fidei‘ dieser Herren, der Republikaner, war das Ziel und der Beweggrund, der sie antrieb und der sie dazu drängte, alles zu tun, damit der Kirche ein für alle Mal der Mund zugehalten wird. […] Lieber das Leben zu geben, als ihren Glauben zu verleugnen – das drängt uns, genauso viel Mut zu zeigen.“
Der Historiker Julián Casanova meinte hingegen, die katholische Kirche sei „die einzige Institution, die inmitten des 21. Jahrhunderts die Erinnerung der Sieger des Bürgerkrieges lebendig halte und auf diese Weise damit fortfahre, die Angehörigen von Zehntausenden durch die Franquisten Ermordeten zu demütigen“.